# كاسيدي ديفيس
كاسيدي ديفيس (بالإنجليزية: Cassidy Davis)‏ (25 أغسطس 1994 بأستراليا - ) هي لاعبة كرة قدم أسترالية في مركز الوسط. لعبت مع ليك ماكوياري أفسي وNewcastle Jets FC (W-League) ‏.

## وصلات خارجية
- كاسيدي ديفيس على موقع قاعدة بيانات كرة القدم.إي يو (الإنجليزية)